# Vadencourt (Aisne)
Vadencourt is een gemeente in het Franse departement Aisne (regio Hauts-de-France) en telt 605 inwoners (1999). De plaats maakt deel uit van het arrondissement Vervins.

## Geografie
De oppervlakte van Vadencourt bedraagt 12,1 km², de bevolkingsdichtheid is 50,0 inwoners per km².
De onderstaande kaart toont de ligging van Vadencourt (Aisne) met de belangrijkste infrastructuur en aangrenzende gemeenten.

## Demografie
Onderstaande figuur toont het verloop van het inwonertal (bron: INSEE-tellingen).
Vanwege een beveiligingsprobleem met de MediaWiki Graph-software is het momenteel niet mogelijk deze grafiek weer te geven. Zodra de software is bijgewerkt zal de grafiek vanzelf weer zichtbaar worden.